# Taller

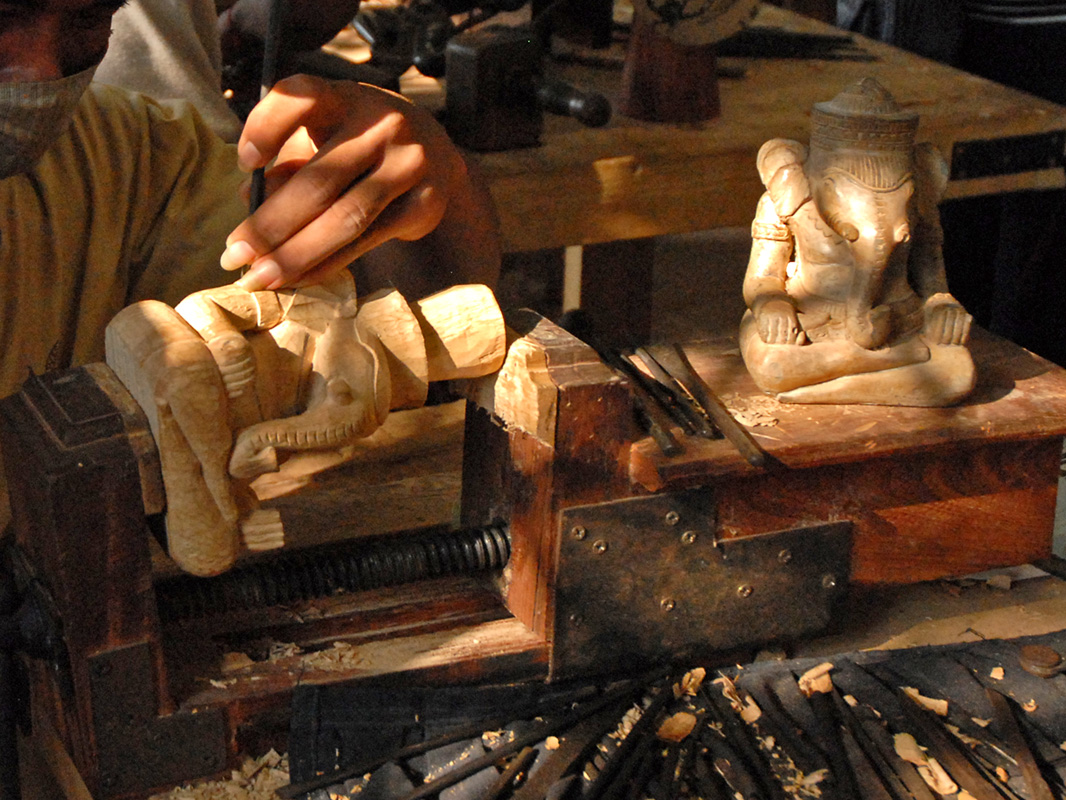
Trabajo en un taller de artesanía.

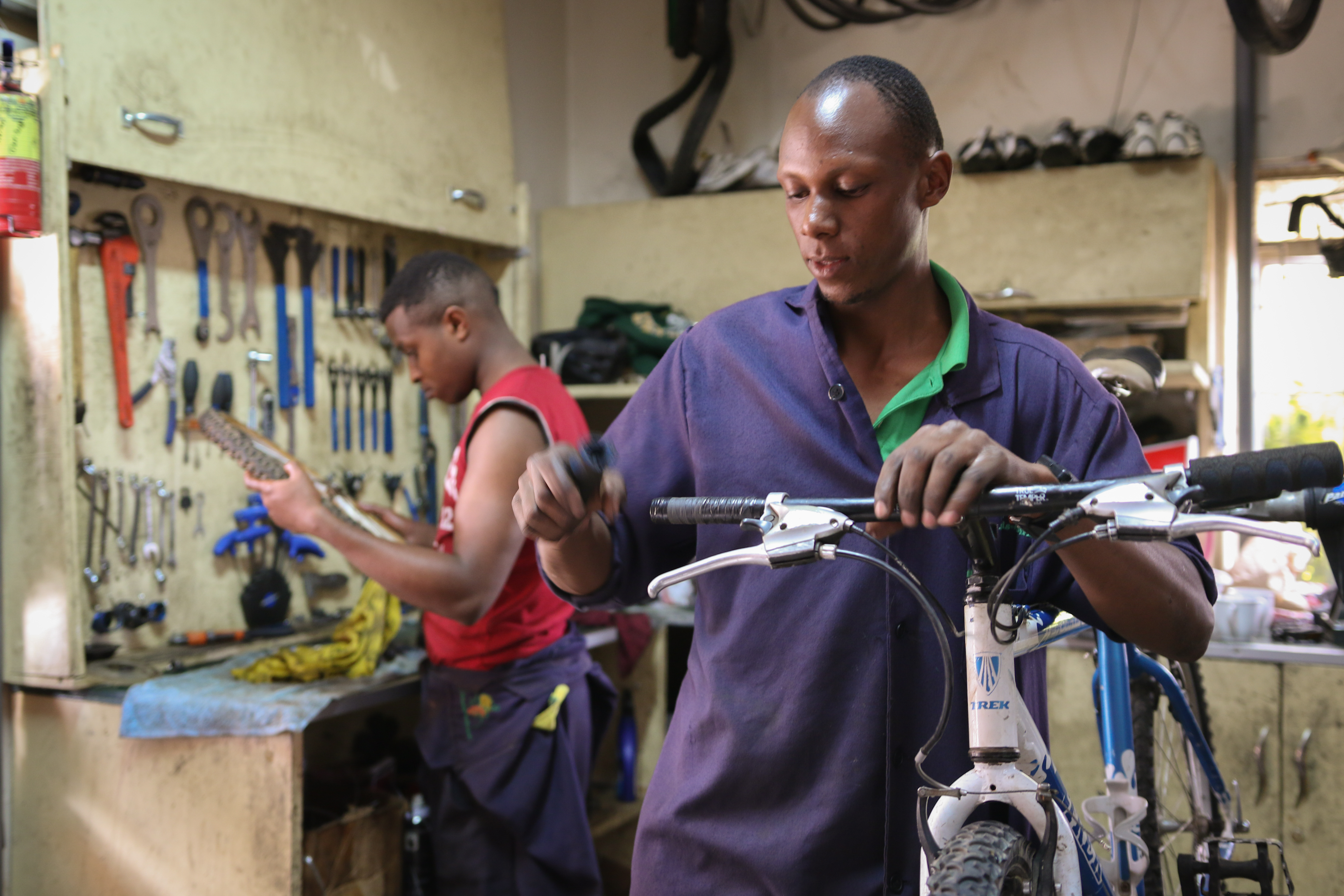
Un taller de reparación de bicicletas.

El taller (del francés atelier) es el espacio en el que se realiza un trabajo, manual en su origen, bien de tipo artesanal (taller artesano) o fabril (taller fabril). Históricamente clasificados en el contexto de los oficios viles y mecánicos, y en menor grado a las artes liberales, han evolucionado en su tipología hacia formas diferentes y diversas, desde el primitivo taller gremial hasta los talleres intelectuales modernos, paralelos a las escuelas o seminarios de ciencias y artes.

## Evolución histórica
Desde los casi ancestrales alfares, hasta las «oficinas» de las corporaciones gremiales medievales y las «bottegas» italianas de los talleres renacentistas en Europa (donde confluían en un mismo ámbito arquitectos, ingenieros, escultores, pintores, ceramistas, diseñadores y estrategas), el taller, como espacio de trabajo y producción, ha llegado a generar todo tipo de obradores (para distintas artesanías, costura, repostería, etc.). Partiendo de la organización laboral gremial, muchos talleres conservan en el siglo xxi la estructura del maestro, aprendices o discípulos, y colaboradores. Tuvo su natural evolución en las escuelas y talleres de bellas artes y artes aplicadas, llegando a generar el concepto «Arts and Crafts», acuñado por William Morris como ‘taller de diseño’, a partir del modernismo, el art déco y la Bauhaus.

## Taller gremial
En la organización económica y laboral propia de la Edad Media y el Antiguo Régimen en Europa occidental, el taller era la unidad productiva de la artesanía, que se organizaba en gremios. Cada taller era propiedad de un maestro y podía contar con oficiales y aprendices.

## Taller en arte

El taller del pintor, de Courbet, 1855.

En la historia y la iconografía moderna, el taller del artista plástico, sea pintor, escultor, grabador, etc., aparece como heredero de la «bottega» renacentista e inmortalizado con el «atelier» (término francés asociado a la pintura francesa en su origen y luego al taller de pintura en general). Otro término válido o frecuente en este contexto es estudio (como taller de trabajo y creación).
El término taller ha generado otros usos, además del espacio de trabajo y creación, para denominar a la escuela artística fundada por un maestro (por ejemplo, Rubens) y formada por sus discípulos (en este caso, Van Dyck o Jordaens), continuando en cierto sentido el uso que en la Europa Occidental de la Edad Media y el Antiguo Régimen sugería un taller gremial. También se implica en el producto artístico cuando se ingnora con exactitud el autor de la obra, como obra de taller.
El taller de compisición es un taller.

## Taller fabril

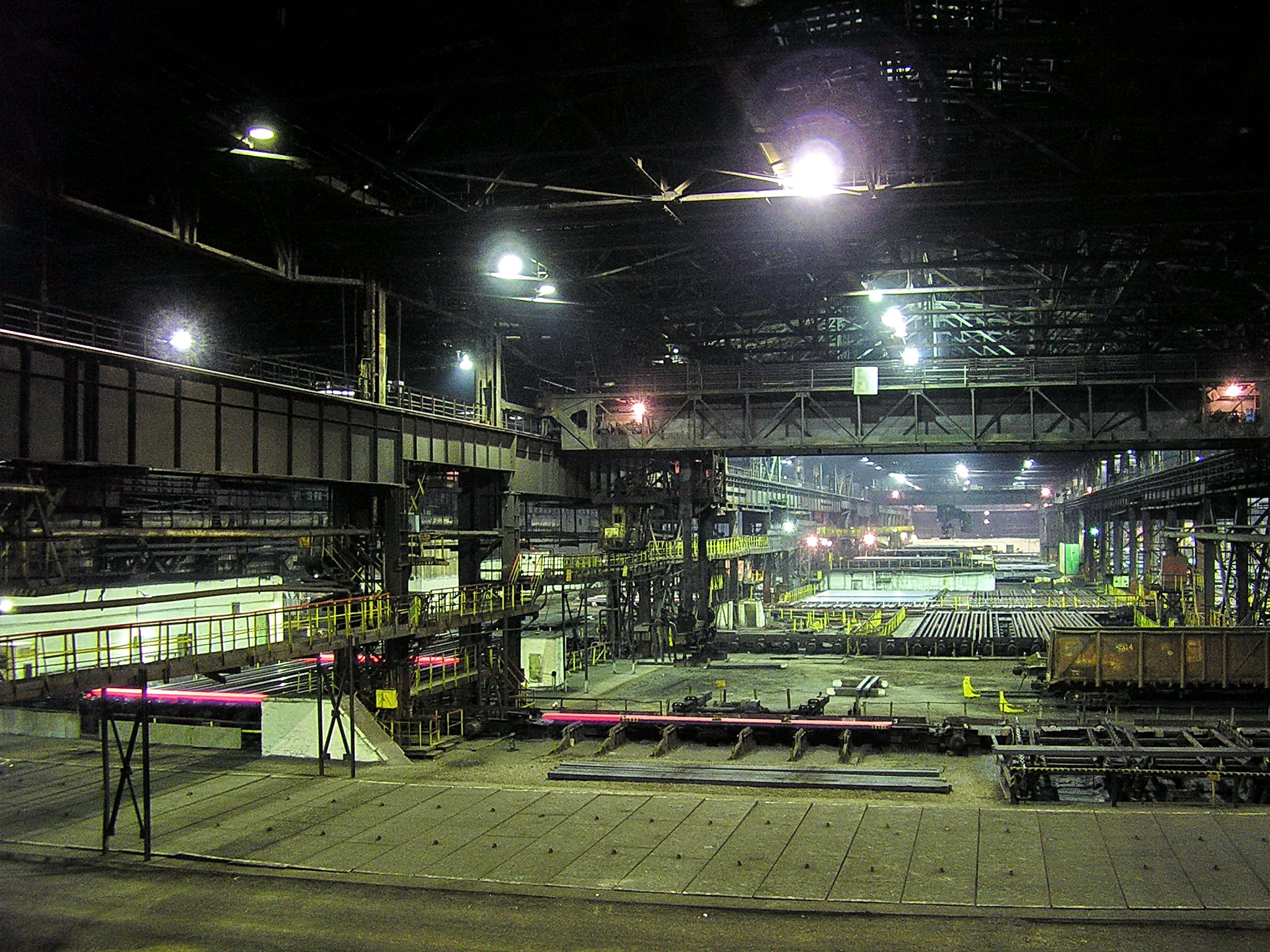
Nave taller de una empresa metalúrgica en Rusia (2011).

Dentro de las instalaciones de una fábrica, el taller es el lugar donde se disponen las máquinas y herramientas necesarias para realizar ciertas operaciones, como el taller de carpintería, fotomecánica, soldadura, galvanizado, metalurgia, etc. 
Los talleres mecánicos, a su vez, son pequeñas o medianas empresas dedicadas a la reparación de maquinaria (vehículos, electrodomésticos, etc. ), o bien concesionarios oficiales de una marca comercial, vinculado a ella para la reparación y mantenimiento, dentro o fuera del período de garantía, de las unidades vendidas de esa marca, salvo en el caso del taller libre o ‘multimarca’.[cita requerida]

## Otros tipos de talleres
También se pueden estudiar modelos de taller científico o laboratorios, de talleres docentes o módulos educativos, y en un contexto no laboral, talleres de literatura.